# Gallowglass

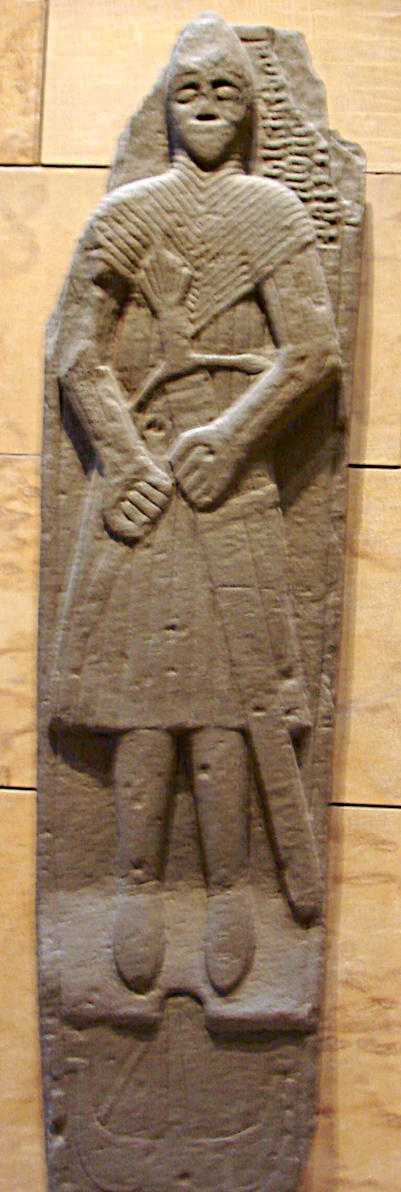
Soldado hébrido.

Los Gallowglass fueron unos guerreros mercenarios de élite entre los clanes hiberno-normandos que residían en las islas y montañas del oeste de Escocia, las Hébridas, desde mediados del siglo XIII hasta el final del siglo XVI. Consistían en grupos organizados de unos 100 hombres, conocidos como «Corrughadh». A cambio de sus servicios militares, obtenían tierras y posiciones en la nobleza irlandesa, donde se les concedía permiso para que se abasteciesen de la población local. Alrededor de 1512 había unos 59 clanes a lo largo del país bajo el control de la nobleza irlandesa, pero con el tiempo se asentaron y sus filas pasaron a ser formadas por nativos irlandeses.

## Etimología
El término Gallowglass o Galloglass es una anglificación del término irlandés, Gallóglaigh (que significa, Soldados forasteros), incorporando la palabra celta Óglach, la cual deriva de oac, la antigua palabra irlandesa para referirse a, jóvenes pero posteriormente llegando a significar soldado. La enciclopedia Encarta especifica que el plural de la palabra Gallowglass es Gallowglasses, pero este artículo asume que los términos singulares y plurales son ambos Gallowglass. Shakespeare usó la forma Gallowglasses en la obra Macbeth.

## Soldado hébrido medieval

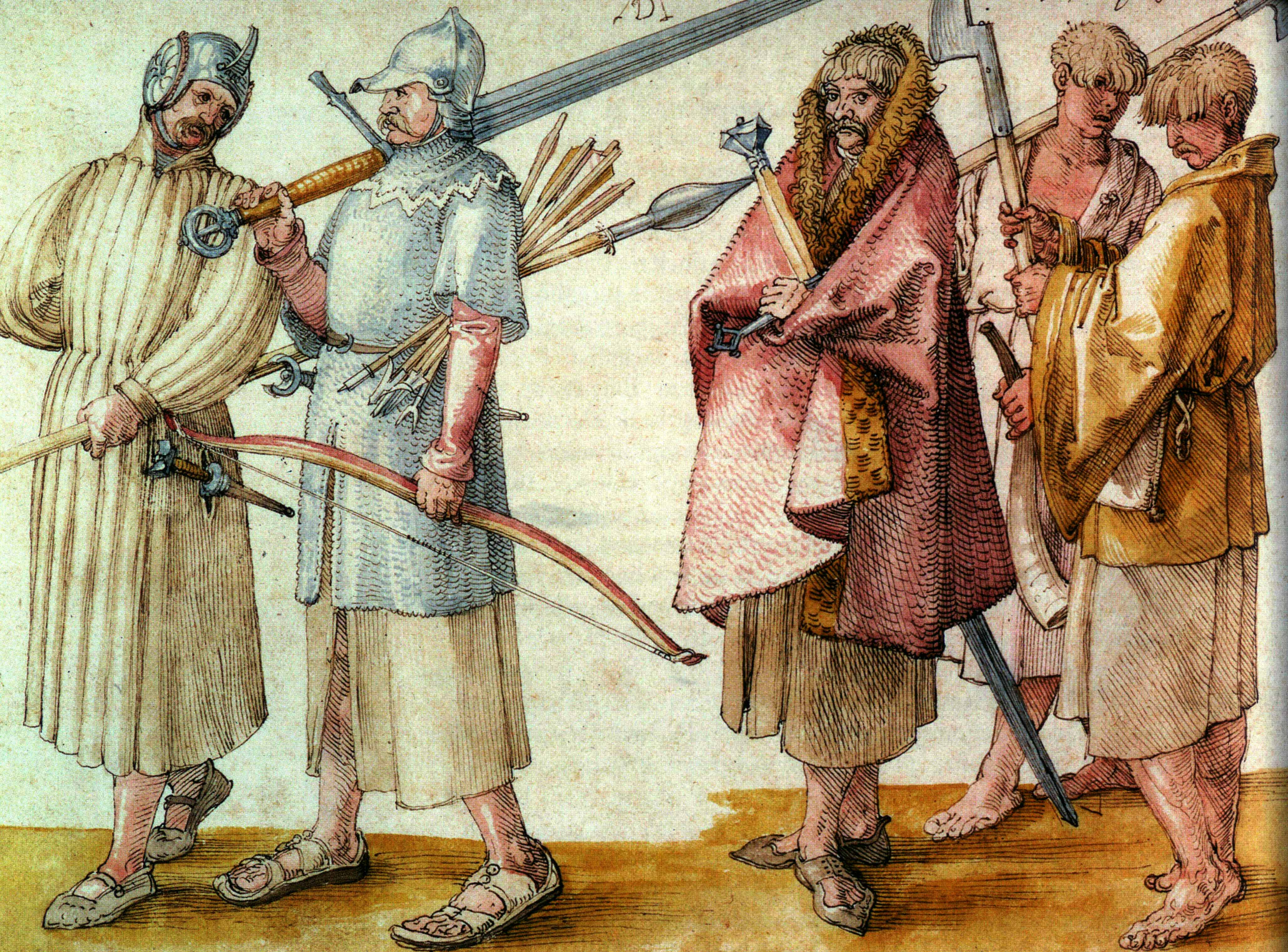
Gallowglass y kern irlandés. Dibujo de Albrecht Dürer, 1521. Se cree que se derivó de un reporte escrito por Laurent Vital de 1518, en lugar de un dibujo contemporáneo.

Como escoceses, eran gaélicos y compartían herencia y origen común con los irlandeses, pero como habían estado contrayendo matrimonio con los colonos noruegos del siglo X de las zonas costeras y de las islas de escocia y con los pictos, los irlandeses los llamaron Gall Gaeil (Gaélicos forasteros). Los Gallowglass fueron el principal apoyo de la guerra irlandesa y escocesa antes del advenimiento de la pólvora y dependían de servicio estacional con los nobles irlandeses.
Portaban hachas, lanzas y espadas ambidiestras, su habilidad consistía en vencer cargas de caballería, formando un muro defensivo a lo largo del campo de batalla, donde los jinetes irlandeses se refugiaban para poder llevar a cabo pequeños cambios antes de retirarse y reagruparse.

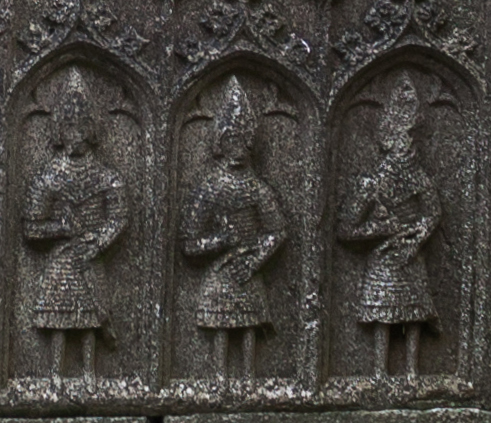
Figuras esculpidas de Gallowglass del.

## Historia
El primer expediente de servicio gallowglass bajo el mando irlandés fue en 1259, cuando el príncipe Aed O'Connor de Connaught recibió una dote de 160 guerreros escoceses de la hija del rey de las Hébridas. Las tropas Gallowglass se organizaban en grupos de unos 100 hombres conocidos como Corrughadh. A cambio de servicio militar, estos contingentes recibían tierras y asentamiento en los señoríos, donde se les concedía derecho a recibir suministros por la población local. Por 1512 se reportó que había 59 grupos a través del país bajo el control de la nobleza irlandesa. Aunque inicialmente eran mercenarios, con el paso del tiempo se asentaron y sus filas llegaron a ocuparse con irlandeses nativos. Eran conocidos por el uso del hacha ambidextra Sparth (una costumbre resaltada por Giraldus Cambrensis derivada de su herencia noruega) y montante o claymore (en irlandés Claíomh mór). Por armadura usaban cota de malla y usualmente iban acompañados por dos muchachos (como los hacendados de un caballero), uno que le transportaba los pilums y otro que llevaba provisiones.